# Classe Kronštadt (cacciasommergibili)
Le unità della classe Kronshtadt (Progetto 122 bis secondo la classificazione russa) compongono un numeroso gruppo di cacciasommergibili. Infatti, ne furono costruiti complessivamente 227 esemplari presso il cantiere navale di Zelenodol'sk, che entrarono in servizio nella marina sovietica tra il 1948 ed il 1955.
Venti unità furono convertite per essere utilizzate dal servizio costiero del KGB, e furono classificate come classe Libau.

## Esportazioni
- Albania: quattro navi trasferite nel 1961.
- Bulgaria: due navi nel 1957.
- Cina: dieci unità trasferite nel 1955, ed altre 14 costruite in Cina. Il primo Progetto 122 bis "cinese" entrò in servizio nel 1957 e fu designato come cacciasommergibili Tipo 6604.
- Cuba: sei unità trasferite nel 1962.
- Indonesia: quattordici navi nel 1958.
- Polonia: otto unità (quattro nel 1950, le altre nel 1956) .
- Romania: tre navi nel 1960.

## Storia operativa in Cina
Due unità della classe, la numero 271 e la numero 274, parteciparono alla battaglia navale combattuta tra Cina e Vietnam del Sud nelle Isole Paracelso il 19 gennaio 1974 riuscendo ad affondare la corvetta Sud-Vietnamita HQ-10. La numero 274 fu seriamente danneggiata, comunque fu in grado di tornare presso l'isola di Yongxing per le riparazioni e tornare alle isole Hainan il giorno successivo.
Le Kronshtadt non sono in grado di avventurarsi in mare aperto. Nonostante la loro obsolescenza, queste navi rimasero operative fino alla metà degli anni novanta. In Cina, sono oggi inquadrate nella flotta di riserva, ed utilizzate per l'addestramento. Utilizzate a lungo anche per svolgere delle brevi crociere per fornire "educazione patriottica" alle nuove generazioni, pare che ormai, anche a causa delle pessime condizioni degli scafi, il loro utilizzo sia limitato a brevi giri nei porti.